# 上海市教育委员会
上海市教育委员会，简称上海市教委，是主管上海市地方权限各类教育的上海市人民政府组成部门。同时领导上海市教育考试院。上海市教育委员会机关行政编制为194名；其中，主任1名、副主任6名、秘书长1名，正副处级领导职数62名。

## 现任领导
上海市教育委员会领导及工作分工如下（截至2023年4月26日）：
1. 主任：周亚明
  - 全面负责市教委工作
  - 分管：秘书处（研究室）、财务处（国有资产管理处）、审计处
2. 巡视员：蒋红
  - 分管：办公室（含政务公开）
  - 协助分管：秘书处（研究室）
3. 副主任：闵辉
  - 分管：民办教育管理处、学校后勤保卫处、德育处
4. 副主任：孙真荣
  - 分管：职业教育处、高等教育处、科学研究处、政策法规处（政风行风办公室）
5. 总督学：平 辉
  - 分管：督导室、青少年保护工作处、信访办公室
6. 副主任：王 浩
  - 分管：学生处、信息化工作处、体育卫生艺术科普处
7. 副主任：杨振峰
  - 分管：基础教育处、托幼工作处、教材和语言文字管理处

## 机构设置

### 委机关内设机构
- 办公室
- 秘书处（研究室）
- 发展规划处
- 人事处
- 财务处（国有资产管理处）
- 基础教育处
- 职业教育处
- 高等教育处
- 终身教育处
- 托幼工作处
- 民办教育管理处
- 学生处
- 科学技术处
- 信息化工作处
- 体育卫生艺术科普处
- 国际交流处（港澳台办公室）
- 学校后勤保卫处
- 政策法规处（政风行风办公室）
- 教材和语言文字管理处
- 审计处
- 德育处
- 督导室
- 青少年保护工作处
- 信访办公室

### 直属事业单位
- 上海教育报刊总社
- 上海市教育委员会教学研究室
- 上海市科技艺术教育中心
- 上海市教育评估院
- 上海市学生事务中心
- 上海市教育人才交流服务中心
- 上海市教育委员会科技发展中心
- 上海市教育委员会信息中心
- 上海市教育技术装备部
- 上海市教育基建管理中心
- 上海市青少年校外活动营地――东方绿舟
- 上海市语言文字水平测试中心
- 上海市教育督导（行政执法）事务中心
- 上海市高校浦东继续教育中心
- 上海高校后勤服务中心
- 上海市教育考试院
- 上海教育后勤管理中心
- 上海市教委财务与资产管理中心
- 上海市语言文字工作委员会办公室
- 上海市师资培训中心
- 上海市行政管理学校
- 上海市经济管理学校
- 上海市人民武装学校

### 直属高等院校
- 上海开放大学（上海远程教育集团）
- 上海老年大学
- 上海师范大学
- 上海交通大学医学院
- 上海健康医学院
- 上海中医药大学
- 上海大学
- 上海应用技术大学
- 上海音乐学院
- 上海科技大学
- 上海商学院
- 上海对外经贸大学
- 华东政法大学
- 上海戏剧学院
- 上海理工大学
- 上海体育学院
- 上海电力学院
- 上海第二工业大学
- 上海海洋大学
- 上海海事大学
- 上海立信会计金融学院
- 上海电机学院
- 上海工程技术大学
- 上海政法学院
- 上海旅游高等专科学校
- 上海交通职业技术学院
- 上海市工艺美术学校
- 上海电子信息职业技术学院
- 上海工艺美术职业学院
- 上海城建职业学院
- 上海出版印刷高等专科学校
- 上海市高级技工学校

### 直属中等、初等院校
- 复旦大学附属中学
- 上海市上海中学
- 上海交通大学附属中学
- 上海师范大学附属中学
- 上海师范大学附属第四中学
- 上海市实验学校
- 上海市交通学校
- 上海市盲童学校
- 上海市聋哑青年技术学校
- 上海农林职业技术学院
- 上海市农业学校
- 上海市建筑工程学校
- 上海电子工业学校
- 上海市机械工业学校
- 上海市材料工程学校
- 上海市工业技术学校
- 上海市第二轻工业学校
- 上海戏剧学院附属舞蹈学校

### 直属研究机构
- 上海市教育科学研究院